# Synclita atlantica
Synclita atlantica är en fjärilsart som beskrevs av Munroe 1972. Synclita atlantica ingår i släktet Synclita och familjen Crambidae. Inga underarter finns listade i Catalogue of Life.